# Trident Oberoi

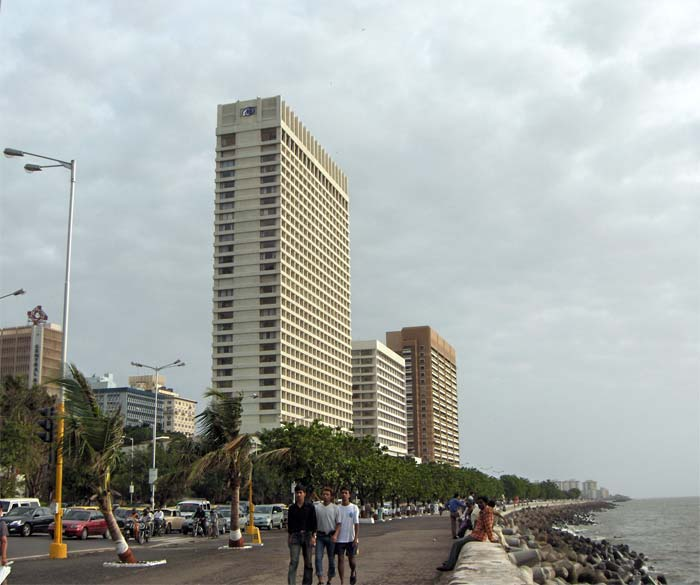
Ansicht des Komplexes; im Vordergrund das Trident, direkt dahinter das Oberoi

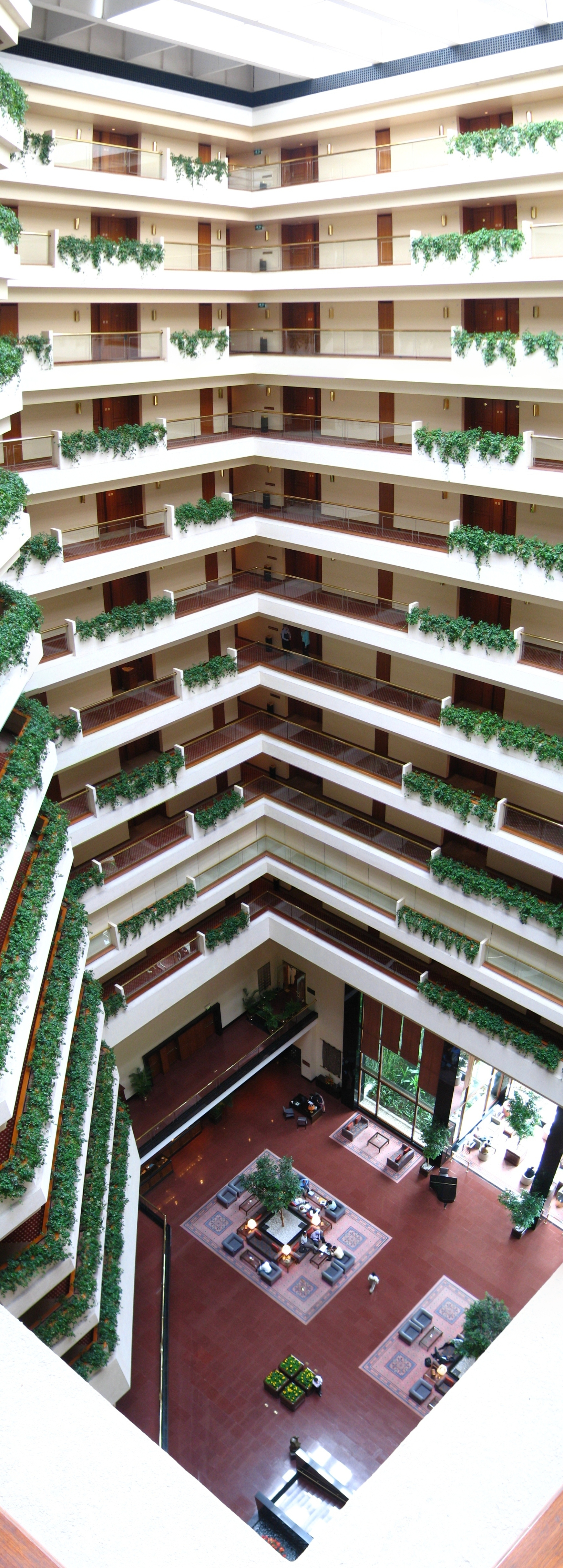
Interieur des Oberoi

Trident Oberoi ist umgangssprachlich ein 5-Sterne-Hotelkomplex in Mumbai, Nariman Point, der durch die Terrorangriffe vom 26. November 2008 in die Schlagzeilen geriet. Er diente Extremisten als Ort zur Geiselnahme. Neben dem Hotel Taj Mahal war dieser Beherbergungsbetrieb der zweite Ort der blutigen Auseinandersetzung.
Der Hotelkomplex besteht aus zwei über eine Passage miteinander verbundenen Hotels; dem Trident, Nariman Point (555 Zimmer) sowie dem Oberoi, Mumbai (333 Zimmer). Die Hotels stehen unter gemeinsamer Verwaltung der Oberoi Group.
Im Trident befindet sich ein Geldautomat, ein Geldwechselschalter, eine kleine Shoppingmall und Restaurants.